# Joseph Wambaugh
Pour les articles homonymes, voir Wambaugh.
Joseph Aloysius Wambaugh Jr., né le 22 janvier 1937 à Pittsburgh (Pennsylvanie) et mort le 28 février 2025 à Rancho Mirage (Californie), est un écrivain, scénariste, acteur et producteur américain, auteur de nombreux romans policiers.

## Biographie
Son père, catholique irlandais, exerce pendant quelques années le métier de policier avant de travailler dans une aciérie et de s'établir en Californie avec sa famille au début des années 1950.
En 1954, le jeune Joseph s'engage dans les Marines américains, tout en suivant pendant quatre ans des cours du soir à l'université d'État de Californie à Los Angeles. Il est ensuite embauché comme son père dans une aciérie, mais poursuit ses études à mi-temps. Il décroche finalement son diplôme en littérature en 1960, mais renonce à la profession d'enseignant qu'il avait envisagées pour entrer dans le corps de police de la ville de Los Angeles, où il fait carrière jusqu'en 1974.
Il amorce sa carrière d'écrivain en 1971 avec la publication du roman Les Nouveaux Centurions (The New Centurions, 1971), un best-seller qui « relate la carrière de trois policiers de Los Angeles, Sergio Duran, Gus Plebesly et Roy Fehler, de leur entrée à l'école de police en 1960 jusqu'aux émeutes de Watts en 1965 (auxquelles Wambaugh a été confronté) ». 
Patrouilles de nuit (The Choirboys, 1975) offre le récit plus humoristique, mais non moins saisissant de réalisme, de dix policiers affectés aux patrouilles de nuit. L'humour, de plus en plus grinçant, dessine un portrait accablant du métier de patrouilleurs et s'achève sur la note tragique du meurtre d'un homosexuel par l'un des policiers.
Avec Le Mort et le Survivant (The Onions Fields, 1973), l'auteur signe le premier d'une série de romans documentaires fondés sur des faits divers réels.
Joseph Waubaugh a également été scénariste, notamment du film The Black Marble, réalisé par Harold Becker en 1980, adaptation de son roman Un chien dans un jeu de flics, qui lui vaut l'Edgar du meilleur scénario en 1981.
Selon James Ellroy, Joseph Wambaugh est sans doute l'écrivain le plus important de ces trente dernières années en matière de roman noir, transférant « l'icône de dur à cuire du détective privé sur le flic. Il a rendu son réalisme au roman noir ».

## Œuvre

### Romans

#### SérieHollywood Station
- Hollywood Station (2006) Publié en français sous le titre Flic à Hollywood, traduit par Robert Pépin, Paris : Éd. du Seuil, 2008  (ISBN 978-2-02-090903-7)
- Hollywood Crows (2008) Publié en français sous le titre Corbeau à Hollywood, traduit par Robert Pépin, Paris : Éd. du Seuil, 2009  (ISBN 978-2-02-097100-3)
- Hollywood Moon (2009) Publié en français sous le titre L'Envers du décor, traduit par Robert Pépin, Paris : Éd. du Seuil, 2010  (ISBN 978-2-02-100146-4)
- Hollywood Hills (2010) Publié en français sous le titre Bienvenue à Hollywood, traduit par Elsa Maggion, Paris : Éd. Calmann-Lévy, 2011  (ISBN 978-2-7021-4260-8) ; réédition, Paris, LGF, coll. « Le Livre de poche », 2015
- Harbor Nocturne (2012) Publié en français sous le titre San Pedro, la nuit, traduit par Elsa Maggion, Paris : Éd. Calmann-Lévy, 2013  (ISBN 978-2-7021-4414-5)

#### Autres romans
- The New Centurions (1971) Publié en français sous le titre Les Nouveaux Centurions, traduit de l'américain par François Truchaud, Paris : J.-C Lattes, 1972.
- The Blue Knight (1972)
- The Choirboys (1975) Publié en français sous le titre Patrouilles de nuit, traduit par Bernard Godec, Paris : Presses de la Cité, 1976  (ISBN 2-258-00096-3)
- The Black Marble (1978) Publié en français sous le titre Un chien dans un jeu de flics, traduit par France-Marie Watkins, Paris : Éd. du Masque, 1989  (ISBN 2-7024-1985-2)
- The Glitter Dome (1981) Publié en français sous le titre Le Crépuscule des flics, traduit par Éric Waton et Judith Crews, Paris : Presses de la Cité, 1982  (ISBN 2-258-01090-X) ; réédition, Le Livre de poche no 6764, 1990
- The Delta Star (1983) Publié en français sous le titre Soleils noirs, traduit par Jacques Martinache, Paris : Presses de la Cité, 1984  (ISBN 2-258-01315-1) ; réédition, Paris, LGF, coll. « Le Livre de poche », no 6628, 1989
- The Secrets of Harry Bright (1985)
- The Golden Orange (1990) Publié en français sous le titre Golden Orange, traduit par Jacques Martinache, Paris : Presses de la Cité, 1992  (ISBN 2-258-03341-1)
- Fugitive Nights (1992) Publié en français sous le titre Les Nuits du fugitif, traduit par Michel Demuth, Paris : Presses de la Cité, 1992  (ISBN 2-258-03571-6)
- Finnegan's Week (1993) Publié en français sous le titre Une semaine d'enfer, traduit par Jacques Martinache, Paris : Presses de la Cité, 1994  (ISBN 978-2-258-00149-7)
- Floaters (1996)

### Romans documentaires
- The Onion Field (1973) Publié en français sous le titre Le Mort et le Survivant, traduit par Jean-François Bernard, Paris : Presses de la Cité, 1975 ; réédition, Paris, LGF, coll. « Le Livre de poche », no 7621, 1994
- Lines and Shadows (1984)
- Echoes in the Darkness (1987) Publié en français sous le titre Dans la clameur des ténèbres, traduit par Anna Buresi, Paris : Éd. du Masque, 1991.  (ISBN 2-7024-2015-X)
- The Blooding: The True Story of the Narborough Village Murders (1989) Publié en français sous le titre La Voix du sang, traduit par Jacques Martinache, Paris : Presses de la Cité, 1989.  (ISBN 2-258-02950-3)
- Fire Lover: A True Story (2002)

## Filmographie

### Romans adaptés au cinéma
- 1973 : Les flics ne dorment pas la nuit (The New Centurions), film américain réalisé par Richard Fleischer, adaptation du roman Les Nouveaux Centurions
- 1978 : Bande de flics (The Choirboys), film américain réalisé par Robert Aldrich, adapté de Patrouilles de nuit. Film renié par le romancier qui obtient que son nom soit retiré du générique.
- 1980 : Tueurs de flics (The Onion Field), film américain réalisé par Harold Becker, adapté de Le Mort et le survivant
- 1980 : Flics-Frac ! (The Black Marble), film américain réalisé par Harold Becker, adapté de Un chien dans un jeu de flics

### Scénariste
- 1973 : Police Story (TV)
- 1978 : Bande de flics (The Choirboys), film américain réalisé par Robert Aldrich
- 1980 : Tueurs de flics (The Onion Field), américain réalisé par Harold Becker
- 1980 : Flics-Frac ! (The Black Marble), film américain réalisé par Harold Becker
- 1993 : Fugitive Nights: Danger in the Desert (TV)
- 1996 : We, the Writer (TV)

### Acteur
- 1975 : The Blue Knight (TV) : Desk Sergeant
- 1993 : Fugitive Nights: Danger in the Desert (TV).

### Producteur
- 1992 : From the Files of Joseph Wambaugh: A Jury of One (TV).

## Récompenses et nominations

### Récompenses
- Prix Edgar-Allan-Poe du meilleur scénario pour The Black Marble en 1981
- Grand Master Award 2004

## Sources
- Claude Mesplède, Dictionnaire des littératures policières, vol. 2 : J - Z, Nantes, Joseph K, coll. « Temps noir », 2007, 1086 p. (ISBN 978-2-910-68645-1, OCLC 315873361), p. 997-999.
- Numéro spécial de la revue française Hard-Boiled Dicks (no 16). Disponible sur le site roger-martin.net et sur le site bibliosurf)